# 龙冈畲族乡
龙冈畲族乡是中华人民共和国江西省吉安市永丰县下辖的一个民族乡。

## 行政区划
龙冈畲族乡下辖以下村级行政区划单位：
龙冈社区、江头村、坑头村、教头村、羊石畲族村、毛兰村、胜丰畲族村、芭溪村、龙云村、万功山村和表湖畲族村。